# Mittraphap
Mittraphap (Route 2), Thai: ถนนมิตรภาพ, Thanon Mittraphap of Thailand Route 2, is een van de vier belangrijke verkeersaders in Thailand. De snelweg begint in de provincie Saraburi en eindigt in de provincie Nong Khai. De weg is gebouwd met financiële ondersteuning van de Verenigde Staten en heeft een lengte van 509 kilometer.
De weg vormt samen met drie andere wegen de 4 belangrijkste verbindingsroutes in Thailand. De andere wegen zijn Thanon Phahonyothin (Route 1), Thanon Sukhumvit (Route 3) en Thanon Phetkasem (Route 4).
De snelweg is de eerste in Thailand die voldoet aan de internationale standaarden en is de enige snelweg in het land die zowel uit asfalt als beton bestaat. De weg heeft de naam Thanon Mittraphap ontvangen op 20 februari 1957. De weg betekent letterlijk Vriendschapsweg. De weg loopt door de provincies Nakhon Ratchasima, Khon Kaen, Udon Thani en Nong Khai. Hier eindigt de weg bij de Eerste Thais-Laotiaanse Vriendschapsbrug en grens met Laos.